# Mario Marefoschi Compagnoni
Mario Marefoschi Compagnoni (ur. 10 września 1714 w Maceracie, zm. 23 grudnia 1780 w Rzymie) – włoski kardynał.

## Życiorys
Urodził się 10 września 1714 roku w Maceracie, jako syn Gianfrancesca Compagnoni Masucciego i Marii Giulii Marefoschi. W 1740 roku objął prałaturę Maferoschi i włączył sobie jej nazwę jako człon nazwiska. Został referendarzem, elektorem, a ostatecznie dziekanem Najwyższego Trybunału Apostolskiej. Przyjął święcenia kapłańskie, a gdy na konsystorzu w 1766 roku nie został podniesiony do godności kardynalskiej, mieszkańcy Rzymu, wyrazili swoje głębokie rozczarowanie promocją Benedetta Veteraniego, zamiast Marefoschiego. 29 stycznia 1770 Compagnoni został kreowany kardynałem in pectore. Jego nominacja na kardynała prezbitera została ogłoszona na konsystorzu 10 września tego samego roku i nadano mu kościół tytularny S. Augustini. Rok później został prefektem Kongregacji ds. Obrzędów i archiprezbiterem bazyliki laterańskiej. W 1773 roku został członkiem komisji mającej egzekwować kasatę zakonu jezuitów. Był znany ze skłonności filojansenistycznych i przyjaźni z czołowym jansenistą Pietro Tamburinim, wykładowcą Uniwersytetu Pawijskiego. Zmarł 23 grudnia 1780 roku w Rzymie.